# Jean Michel Claude Richard
Jean Michel Claude Richard (Volon, 15 augustus 1785 - Saint-Denis, 27 december 1868) was een Frans botanicus.

## Leven en werk
Hij was de zoon Charles Richard en Elisabeth Maîtrejean en kwam uit een arbeidersmilieu. Op zeventienjarige leeftijd ging hij in de leer bij een boomkweker in Dijon en werd er gedurende vier jaar opgeleid tot tuinier. In 1806 nam hij een baan als tuinman aan in Parijs en volgde er onderwijs aan het Muséum d'histoire naturelle. Op 1 februari 1812 werd hij aangesteld als tuinman in de keizerlijke boomkwekerij in Rome. Na de val van Napoleon keerde Richard terug naar Frankrijk. In 1816 nam hij deel aan een expeditie naar Senegal. Hij stichtte in het noorden van het land de plaats Richard Toll, die naar hem werd genoemd. Na een kort verblijf in Frankrijk reisde hij naar Réunion waar hij benoemd was tot hoofd van de koninklijke tuin. Hij beschreef er de plaatselijke flora, experimenteerde met het acclimatiseren van uitheemse soorten en correspondeerde met botanici wereldwijd. In 1844 kreeg hij van de Franse overheid de opdracht een oplossing te zoeken voor de ziekte die de suikerrietplantages van Réunion teisterde. De door Richard voorgestelde maatregelen zorgden ervoor dat de ziekte kon worden ingedijkt.
Na zijn pensioen bleef Richard op het eiland. De plantentuin werd in 1865 overgenomen door de Société d'acclimatation de l'île en omgevormd tot park, tot afgrijsen van Richard die hiermee zijn levenswerk verloren zag gaan.

## Publicatie
In 1865 publiceerde hij Catalogue des végétaux cultivés au Jardin du Gouvernement.

## Bron
1. 1 2  (fr) Retour sur "Voyages en Botanique". Les expositions dossiers des Archives départementales de la Haute-Saône n°7. Conseil général de la Haute-Saône (2005). Geraadpleegd op 27 juni 2025.